# Guadalmesí
El Guadalmesí es un río del sur de la península ibérica que transcurre en su totalidad por el territorio del sur de la provincia de Cádiz.
El nombre de Guadalmesí proviene del árabe "río de las mujeres".

## Curso
El guadallmesí nace al sur de la sierra de la Luna, en el término municipal de Tarifa, a partir de la confluencia de varios arroyos provenientes de esta misma sierra y de la paralela sierra de Ojén, también en Tarifa. Tras discurrir por un terreno muy accidentado, desemboca en la vertiente mediterránea del Estrecho de Gibraltar, junto a la población de Costa. Así todo su curso pertenece al término municipal de Tarifa.
Posee una elevada pendiente, ya que salva más de 600 m en un corto recorrido de unos 8,5 km aproximadamente. Nace en terrenos eocénicos.
Existen senderos para turismo rural junto al río.